# French Kiss
French Kiss (titulada como French Kiss en España y Beso francés en Hispanoamérica) es una película estadounidense de comedia romántica de 1995 dirigida por Lawrence Kasdan y protagonizada por Meg Ryan y Kevin Kline. Fue estrenada el 5 de mayo de 1995 en Estados Unidos y el 23 de agosto del mismo año en España.

## Argumento
Kate (Meg Ryan) es una joven meticulosa, inteligente e inocente que cree que sabe exactamente cómo será su futuro, planeado acorde a la lógica. Ella planea casarse con un doctor de Toronto llamado Charlie (Timothy Hutton) y vivir felices para siempre tan pronto él regrese de un viaje de negocios a París. Ella declina acompañarlo porque tiene miedo a volar, pero sus planes se arruinan cuando su prometido conoce a una bella joven francesa llamada Juliette (Susan Anbeh) y llamándola ebrio desde un club, le dice a Kate que está enamorado de Juliette y no regresará.
Decidida a recuperarlo, Kate supera su miedo a volar y viaja a París. A bordo del avión su acompañante en el asiento es un francés llamado Luc Teyssier (Kevin Kline) que es, además, un ladrón. Ambos tienen que tolerarse durante las siete horas de vuelo durante las cuales tienen fuertes conversaciones sarcásticas. Cuando Kate duerme, Luc esconde en su bolsa un collar de diamantes robado que está oculto a su vez en una pequeña vid, para que no sea detectada por la Aduana del aeropuerto. Luc intenta seguirla y es detenido por el Inspector Cardon (Jean Reno) que conoce la carrera delictiva de Luc, pero le guarda afecto porque una vez le salvó la vida. Luc pierde de vista a Kate y empieza a buscarla en el hotel donde ella le contó que se hospeda Charlie.
Kate espera a que aparezca Charlie, pero en un descuido su bolso es robado por Bob (François Cluzet), otro ladrón conocido de Luc. Cuando aquél llega, se da cuenta de que Bob es quién robo el bolso a Kate y fingiendo ayudarla van en su busca, solo para enterarse de que Bob vendió las pertenencias de Kate, entre ellas su pasaporte, pero mantuvo consigo la planta de vid. Imposibilitada para volver a su país, Luc ayuda a Kate a recuperar a Charlie, aunque su intención es mantenerse cerca del collar, cuya existencia ella desconoce. Charlie y Juliette dejan París para viajar a Cannes y conocer a sus padres y planear la boda. Kate y Luc los siguen en un tren pero una indigestión por culpa del queso hace que Kate se sienta mal y los obliga a hacer una escala no planeada en el pueblo de La Ravelle, donde Luc revela que tiene un añejo pleito con su hermano Antoine, y además planea comprar un viñedo. Kate le pregunta con qué dinero comprará el terreno, y al principio Luc se niega a decirle, pero finalmente se da cuenta de que Kate siempre trajo consigo el collar de diamantes, pero todavía desconoce que es producto de un robo.
Ya en Cannes, Luc aconseja a Kate sobre cómo recuperar a Charlie. Confundido y a la vez sorprendido por su cambio de personalidad, Charlie intenta seducir a Kate pero ella se da cuenta de que no lo ama. Mientras tanto Luc y Juliette coquetean, pero en un momento él la llama "Kate" causando su molestia. Al día siguiente Kate se encuentra con el inspector Cardon, que los ha estado siguiendo por Francia y éste le revela el robo del collar. Kate, entonces, finge que llevará el collar a la joyería Cartier para venderlo en nombre de Luc. Pero el cheque que luego le entrega, es en realidad una transferencia que ella realizó desde su cuenta bancaria en Toronto, donde tenía todos sus ahorros. Teyssier se desilusiona por la baja cantidad pagada (sin saber el verdadero origen del dinero), pero afirma que a pesar de todo, es suficiente capital para empezar su viñedo.
Kate y Luc se despiden uno del otro. Entonces Cardon le revela a Luc lo que Kate hizo por él evitando que fuera a prisión. Luc entonces se encuentra con Kate en el aeropuerto y le confiesa su amor. Al final ambos viven en el pueblo natal de Luc viendo crecer su viñedo.

## Recepción crítica y comercial
En el sitio Rotten Tomatoes obtuvo un 50% de comentarios positivos.
Según la página de Internet Metacritic obtuvo críticas mixtas, con un 50%, basado en 14 comentarios de los cuales 5 son positivos.
La película entró como número uno en la taquilla estadounidense en el momento de su estreno, recaudando al retirarse de la cartelera 39 millones de dólares en Estados Unidos. Sumando las recaudaciones internacionales la cifra asciende a 101 millones.

## Producción
La película originalmente se titulaba Paris Match. Esta fue la primera experiencia como productora de Meg Ryan.
Adam Brooks, el guionista, hace un cameo en la escena del avión.
Durante las pruebas de cámara, la estilista de Ryan quemó por accidente uno de sus mechones con el rizador, hecho que inspiró el peinado de su personaje tanto en esta película como en Tienes un e-mail tres años más tarde. Este look acabó marcando tendencia y fue uno de los más solicitados durante la década de 1990.

## DVD
French Kiss salió a la venta el  4 de julio de 2001 en España, en formato DVD. El disco contiene menús intereactivos, acceso directo a escenas y el tráiler cinematográfico.